# Стабилометрическая платформа

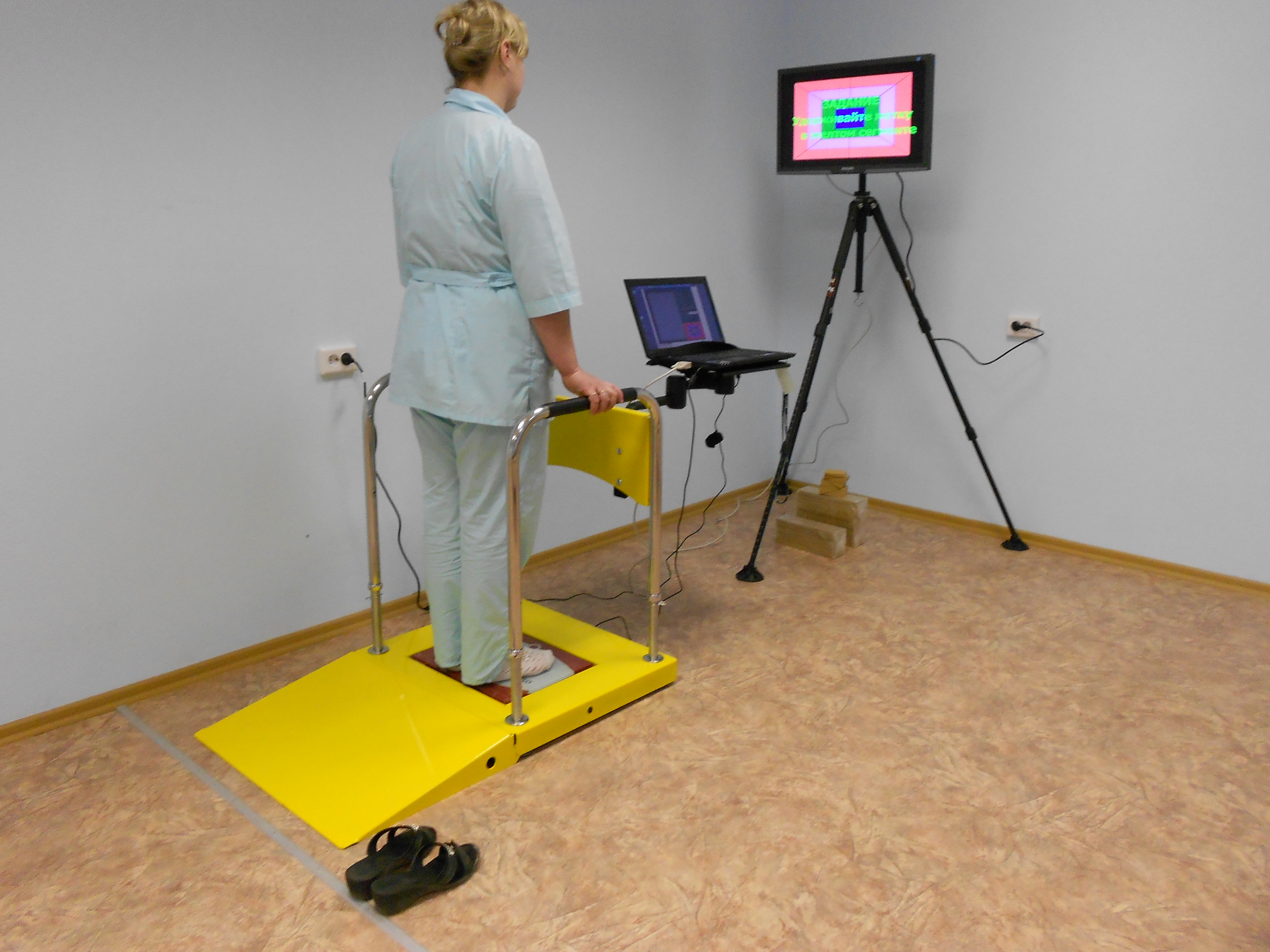
Стабилометрическая платформа с биологической обратной связью по визуальному каналу

Стабилометри́ческая платфо́рма (стабилоплатфо́рма, стабило́граф) — прибор для анализа способности человека управлять позой тела и обеспечения биологической обратной связи по опорной реакции. Данный прибор представляет собой неподвижную (статичную) платформу, которая снабжена датчиками измерения вертикально прилагаемой к ней силы для определения центра давления, создаваемого располагающимся на платформе объектом. Применяется стабилоплатформа в целях диагностики, медицинской реабилитации или тренировки, при этом использует сигналы, связанные с измерением силы тяжести и, относится к электромеханическим и электронным измерительным приборам.

## Назначение и применение
Стабилометрические платформы используются в объективной оценке состояний человека. Такая оценка основана на количественном измерении способности управлять позой тела в известных стабилометрических тестах, например в вариантах пробы Ромберга, а также в модифицированных и новых методиках с биоуправлением по опорной реакции, отличным от традиционной постурографии.
Прибор измеряет координаты центра давления человека на плоскость опоры. Центр давления физически связан с изменением положения центра тяжести человека, перемещением веса на опоре — например, с одной ноги на другую при стоянии. Существуют стабилометрические платформы для положения обследуемого «сидя» или «лежа». Анализ перемещений центра давления позволяет получать объективную информацию об изменениях позы. Таким образом, данные о положении центра давления применяются:
1. для исследований состояний человека[4];
2. для биоуправления[5][6].

Применение в медицине:
- Для количественной оценки состояний — в оценке постурального (связанного с управлением позой) баланса методами стабилометрии (стабилографии)[7]. Стабилометрия (стабиллометрия, стабилография) входит в ряд стандартов медицинской помощи РФ под кодом A05.23.007 «Стабиллометрия». Например: Стандарт специализированной медицинской помощи при болезни Паркинсона, требующей стационарного лечения в связи с нестабильной реакцией на противопаркинсонические средства; Стандарт специализированной медицинской помощи детям при врождённых аномалиях нервной системы; Стандарт первичной медико-санитарной помощи при болезни Паркинсона и другие[8].
- В восстановительном лечении, реабилитации используется для организации биологической обратной связи по опорной реакции. В РФ согласно нормам (Приказ МЗ РФ № 1705 от 29.12.2012 Порядок организации медицинской реабилитации[9]), среди другого применяемого для реабилитации оборудования используется «стабилоплатформа с биологической обратной связью».

Применение в спорте:
- Для профессионального отбора и оценки квалификации[10], определения координационных способностей спортсменов[11][12] и другое[13].

Применение в психологии, психофизиологии:
- Для оценки телесных, позных реакций на эмоциональные и ситуативные стимулы[14][15][16], для оценки психологического состояния и других целей[17].

## Принцип действия

Элемент датчика силы

Гравитация mg, сила N, тело массой m

Координаты точки

Принцип действия стабилометрического устройства основан на измерении вертикальных сил, прилагаемых к силоизмерительным датчикам и возникающих в результате размещения исследуемого объекта на опорной поверхности платформы, вычислении массы объекта и координат точки приложения равнодействующей силы, воздействующей со стороны объекта на опорную поверхность платформы общего центра давления. Платформа стабилометрического прибора опирается на несколько тензометрических датчиков, цифровой сигнал от которых поступает в компьютер, где специальная программа по данным измерения анализирует изменение координат центра давления за время исследования.
В отличие от многокомпонентных силовых платформ, которые регистрируют направления и величину разнонаправленных сил (и могут использоваться для анализа походки, прыжков, положения центра давления), стабилометрические (однокомпонентные) платформы, как один из вариантов силовых платформ, измеряют изменения только вертикально направленной силы, то есть, определяют положение центра давления для анализа позы (равновесия, баланса тела).
Современная стабилометрическая платформа, как правило, соединяется с компьютером через последовательный интерфейс передачи данных, который также служит источником питания. В устаревших вариантах приборов использовался отдельный силовой кабель для питания.

## Программное обеспечение

Стабилограмма: график координат центра давления по оси OX

Стабилограмма: график координат центра давления по оси OY

Программное обеспечение для стабилометрических платформ имеет различные интерфейсы в зависимости от назначения, а также реализации производителями. Обычно отображаются расчётные показатели, связанные с движением центра давления и графики (стабилограмма, статокинезиограмма, др.). Как правило, интерфейсы программ построены по типичному для современного оборудования образцу, и включают картотеку, меню возможных тестов, настройки и другие компоненты пользовательского интерфейса. Программы, предназначенные для реабилитации, включают также специальные тренинги в режиме биологической обратной связи по опорной реакции в различных вариантах. От функциональности программного обеспечения во многом зависят пользовательские характеристики и возможности оборудования.
Разрабатываются программные решения для дистанционного управления стабилометрическими устройствами и их комплексного применения (одновременно, совместно с другими измерительными медицинскими приборами) для повышения эффективности использования.

## Метрологические и технические характеристики
Стабилометрические платформы для обеспечения единства измерений проходят периодическую поверку. Для соблюдения заявляемых метрологических свойств контролю, как правило, подвергаются такие характеристики, как:
- максимальный и минимальный предел измерения массы (в кг);
- погрешность измерения массы тела (в кг);
- абсолютная погрешность определения координат общего центра давления (в мм);
- разрешающая способность измерений (в мм).

В целях адекватного быстродействия стабилоплатформы, требуемого при проведении тестов и тренингов, частота дискретизации сигнала при современном уровне развития элементной базы и программных средств, обеспечивается в диапазоне от 30 до 300 Гц. В устаревших образцах дискретизация сигнала была меньше, что усложняло требования к проведению измерений, например, увеличение времени теста.
Московский консенсус по стабилометрии и биоуправлению по опорной реакции указывает на следующие основные метрологические характеристики, рекомендованные для нормирования:
- диапазон измерений координат центра давления, в % от линейного размера опорной поверхности стабилоплатформы;
- абсолютная погрешность измерения координат центра давления в плоскости опоры, в миллиметрах;
- максимальный и минимальный пределы измерения массы тела, килограмм;
- погрешность измерения массы тела, килограмм.

Основные технические характеристики, рекомендованные для нормирования:
- частота опроса измерительных датчиков, Гц;
- рабочий температурный диапазон, °С;
- параметры источника питания.

## История
Анализ позы человека, системы равновесия особенно актуализировался с развитием авиации и космонавтики, авиационной и космической медицины, что способствовало разработке новых приборов. Одним из первых разработчиков стабилометрических платформ часто считают В. С. Гурфинкеля, создавшего в СССР на рубеже 1960-х годов группу по изучению нейробиологии моторного контроля (ныне лаборатория № 9 в ИППИ РАН, возглавляемая Ю. С. Левиком). Исследователи использовали в основном опытные устройства, собранные в лабораторных условиях. В СССР стабилографы разрабатывались во Всесоюзном научно-исследовательском институте медицинского приборостроения и других институтах, но не были внедрены в массовое производство и большого распространения не получили. К началу XXI века в Российской Федерации был организован первый промышленный выпуск стабилографов (стабилометрических платформ), большой вклад в который внёс С. С. Слива. В настоящее время стабилоплатформы серийно производятся рядом российских компаний, а также импортируются для обеспечения потребностей здравоохранения и науки Российской Федерации. В других странах серийные стабилометрические платформы получили распространение в 1980-е годы, с основными центрами производства и применения во Франции, Италии, США и других.